# Maeda Shigenobu
Maeda Shigenobu est un nom japonais traditionnel ; le nom de famille (ou le nom d'école), Maeda, précède donc le prénom (ou le nom d'artiste).
Maeda Shigenobu (前田 重靖, 31 décembre 1735-25 octobre 1753) est un daimyo du milieu de l'époque d'Edo, à la tête du domaine de Kaga.
Trois mois après être devenu daimyō, il quitta Edo pour Kanazawa. Cependant, en cours de route, il contracta la rougeole et mourut peu après avoir atteint Kanazawa à l'âge de 17 ans. 
Famille
- Père : Maeda Yoshinori (1690-1745)
- Frères :
  - Maeda Munetoki (1725-1747)
  - Maeda Shigehiro (1729-1753)
  - Maeda Shigemichi (1741-1786)
  - Maeda Harunaga (1745-1810)

## Source de la traduction
- (en) Cet article est partiellement ou en totalité issu de l’article de Wikipédia en anglais intitulé « Maeda Shigenobu » (voir la liste des auteurs).